# ТЭМ19
ТЭМ19 (Тепловоз с Электрической передачей, Маневровый, 19-й тип) — шестиосный маневровый тепловоз с газопоршневым двигателем. Главной особенностью локомотива является двигатель, работающий на сжиженном природном газе (СПГ);  использование данного топлива позволяет существенно удешевить эксплуатацию и значительно снижает объём вредных выбросов в атмосферу. Локомотив построен ЗАО «Трансмашхолдинг» на Брянском машиностроительным заводе.

## История создания тепловоза
Инновационной разработкой шестиосного маневрового тепловоза ТЭМ19 конструкторы Брянского машиностроительного завода начали заниматься в 2012 году.
ТЭМ19 создан в кооперации ОАО «Брянский машиностроительный завод» (с 2012 года в Брянске строили собственно тепловоз), ОАО «Волжский дизель имени Маминых» (в Балакове разработан первый в России образец газопоршневого двигателя мощностью 1000 кВт для железнодорожного транспорта), ООО «Криомаш-Балашихинский завод криогенного машиностроения» (в Балашихе разработана криогенная система хранения СПГ на борту и система отогрева и выдачи газа в двигатель тепловоза).

## Конструкция
Главной отличительной особенностью тепловоза является газопоршневой двигатель, работающий полностью на природном газе. Внешний облик локомотива определяет блок криогенной ёмкости (БКЕ) для хранения СПГ и система газоподготовки. Блочный принцип компоновки упрощает обслуживание и ремонт локомотива.
Природный газ на борту хранится в сжиженном состоянии, что позволяет существенно сократить требуемый объём хранения. БКЕ (блок криогенной ёмкости) для хранения криогенного топлива (СПГ) представляет собой специальную ёмкость-контейнер со слоисто-вакуумной изоляцией. Данная система укомплектована блоком криогенной арматуры, гибкими и жёсткими криогенными трубопроводами, а также системой регазификации для организации подачи природного газа в обычном газообразном состоянии в двигатель локомотива. При необходимости экипировки локомотива ёмкость для топлива можно легко демонтировать и установить новую, что существенно снижает расходы при заправке.
Примечательно, что двигатель тепловоза работает по циклу Отто, то есть воспламенение газовоздушной смеси происходит от искры (ранее отечественные тепловозы, использовавшие метан, работали по газодизельному циклу). Применение моторно-осевых подшипников (МОП) качения исключает на техобслуживании ТО-2 необходимость проверки уровня смазки и дозаправки МОП смазкой. В конструкции применена система охлаждения газопоршневого двигателя с применением антифриза в качестве охлаждающей жидкости.
Экипажная часть тепловоза сконструирована на базе локомотива ТЭМ18ДМ. Благодаря современным шумоизоляционным материалам существенно улучшаются условия работы машиниста, снижается общий уровень шума. В кабине предусмотрена система микроклимата, продумана эргономика.
ТЭМ19 оборудуется комплексом систем безопасности.
Предполагается, что тепловоз ТЭМ19 при трогании с места будет реализовывать касательную силу тяги 35,7 тонны, а в длительном режиме — 10,9 тонны. Конструкционная скорость локомотива установлена 100 км/ч.

## Презентация
Впервые локомотив представлен в рамках IV Международного железнодорожного салона техники и технологий «ЭКСПО 1520», проходившего с 11 по 14 сентября 2013 года на кольце ВНИИЖТ в Щербинке. Данный локомотив занял первое место наряду с газотурбовозом ГТ1h-002, который также работает на СПГ. На следующем, то есть V Международном железнодорожном салоне техники и технологий «ЭКСПО 1520», в начале сентября 2015 года локомотив участвовал в динамической экспозиции выставки.

## Испытания
В октябре 2013 года опытный образец локомотива (ТЭМ19-001) отправлен в Научно-исследовательский конструкторско-технологический институт подвижного состава (ВНИКТИ, Коломна) для пусконаладочных испытаний, включающих в себя доработку и проверку работособности локомотива, а также соответствие его заявленным характеристикам.
21 декабря 2013 года ТЭМ19-001 совершил первую опытную поездку на экспериментальной площадке ОАО «ВНИКТИ» в Коломне, а затем проследовал по участку Голутвин — Озёры.
В начале 2014 года газопоршневой тепловоз отправлен на сертификационные испытания. Получение сертификата соответствия, который позволит эксплуатировать локомотив на путях общего пользования, планировалось на конец 2014 года.
По состоянию на 2015 год локомотив прошёл все требуемые испытания и может использоваться на железнодорожной сети.

## Эксплуатация
Тепловоз ТЭМ19-001 в июне 2014 года поступил для эксплуатации на Свердловскую железную дорогу в депо ТЧЭ-13 Егоршино.
12 ноября 2015 года в СЛД Артёмовский проведено техническое обслуживание локомотива по циклу ТО-5. На следующий день на КП СПГ ГРС-4 произведена заправка тепловоза топливом массой 3170 кг. 16 ноября 2015 года планировалось выдать ТЭМ19-001 в эксплуатацию на станции Егоршино.
Позже опытный образец был введён в работу. По состоянию на конец 2018 года отмечена успешная эксплуатация локомотива.
Особенности эксплуатации таких машин обусловлены видом топлива и системой заправки. Возникает необходимость развития сети соответствующих заправочных станций (на 2018 год оборудование имелось только в депо Егоршино).
Кроме того, при хранении СПГ в БКЕ локомотива во время простоя или ремонта происходит увеличение давления внутри БКЕ. Максимально допустимое давление составляет 6 атмосфер (при рабочем около 4,5 атмосфер). Ранее для предотвращения выхода давления за этот предел специальный работник следил за ним и, при необходимости, сбрасывал излишки газа в атмосферу. Это категорически запрещено нормативными документами; кроме того, владелец терпел убытки от потери топлива. Поэтому в депо Егоршино, где в то время, помимо ТЭМ19-001, эксплуатировались газотурбовозы ГТ1h-001 и ГТ1h-002 (работающие на этом же топливе), разработали принцип обмена СПГ между БКЕ систем газоподготовки этих локомотивов методом передавливания. Суть метода в том, что при избытке СПГ в БКЕ одного отставленного локомотива к нему подключается трубопровод, другой конец которого подключается к опустевшему БКЕ другого. Ещё при таком способе отсутствует необходимость оплаты услуг, оказываемых при обычной заправке из криогенных транспортных емкостей, принадлежащих ООО «Газпром газомоторное топливо», что также увеличивает экономический эффект.